# Jaime de Baux
Jaime de Baux (en francés: Jacques des Baux; italiano: Giacomo Del Balzo), duque de Andría, fue el último emperador latino titular de Constantinopla desde 1374 hasta 1383 y príncipe de Acaya desde 1382 hasta 1383.
Jaime era el hijo de Francisco de Baux, duque de Andría (que murió en 1353) con Margarita de Tarento (aprox. 1325-1380), la hija del príncipe Felipe I de Tarento y su segunda esposa, Catalina de Valois-Courtenay. Margarita era la hermana de Roberto de Tarento y Felipe II de Tarento los cuales reinaron como príncipes de Acaya y emperadores titulares de Constantinopla (Roberto II y Felipe III).
A la muerte sin hijos de Felipe II de Tarento, Jaime sucedió a su tío como emperador titular. El principado de Acaya había sido entregado a la reina Juana I de Nápoles, y Jaime trató de recuperarlo como su herencia. Se entrevistó con cierto éxito en 1380, pero no tuvo el control completo hasta la muerte de Juana en 1382, cuando se convirtió en el único reclamante legítimo para Acaya. No vivió para disfrutar de su anhelado principado, ya que murió el 7 de julio de 1383. En su intento de recuperar su herencia en Grecia, Jaime había contratado los servicios de la Compañía navarra, que se hizo cargo de Acaya durante un corto período después de la muerte de Jaime. En 1382, Jaime se había casado con Inés de Durazzo, la hija de Carlos de Durazzo, y María de Calabria, la hermana de la reina Juana I de Nápoles. El matrimonio no tuvo hijos.